# Beautiful (Marillion)
Beautiful è un singolo del gruppo musicale britannico Marillion, pubblicato nel maggio 1995 come unico estratto dall'ottavo album in studio Afraid of Sunlight.

## Tracce
Testi e musiche di Steve Hogarth, Steve Rothery, Mark Kelly, Ian Mosley e Pete Trewavas, eccetto dove indicato.
CD promozionale (Paesi Bassi)
1. Beautiful (Radio Edit) – 3:58

CD promozionale (Regno Unito)
1. Beautiful (Edit) – 4:21

CD singolo (Paesi Bassi), MC (Regno Unito)
1. Beautiful – 5:17
2. Icon – 6:09

CD maxi-singolo (Paesi Bassi, Regno Unito – parte 1)
1. Beautiful – 5:17
2. Live Forever – 4:35 (Steve Hogarth, Steve Rothery, Mark Kelly, Ian Mosley, John Helmer, Pete Trewavas)
3. Great Escape (Demo) – 5:48 (Steve Hogarth, Steve Rothery, Mark Kelly, Ian Mosley, John Helmer, Pete Trewavas)
4. Hard as Love (Demo) – 6:12 (Steve Hogarth, Steve Rothery, Mark Kelly, Ian Mosley, John Helmer, Pete Trewavas)

CD singolo (Regno Unito – parte 2)
1. Beautiful – 5:17
2. Afraid of Sunrise – 4:36 (Steve Hogarth, Steve Rothery, Mark Kelly, Ian Mosley, John Helmer, Pete Trewavas)
3. Icon – 5:49

## Formazione
Gruppo
- Steve Hogarth – voce, arrangiamento, tastiera e percussioni aggiuntive, cori
- Steve Rothery – chitarra, arrangiamento
- Pete Trewavas – basso, arrangiamento, cori
- Mark Kelly – tastiera, arrangiamento
- Ian Mosley – batteria, percussioni, arrangiamento

Altri musicisti
- Hannah Stobart – cori aggiuntivi

Produzione
- Dave Meegan – produzione, ingegneria del suono, arrangiamento
- Marillion – produzione
- Stuart Every – assistenza tecnica
- Michael Hunter – assistenza tecnica
- Andrea Wright – assistenza tecnica
- Michael Brauer – missaggio

## Classifiche
| Classifica (1995) | Posizione massima |
| ----------------- | ----------------- |
| Paesi Bassi       | 46                |
| Regno Unito       | 29                |